# World War 3
World War 3 var et pay-per-view-show inden for wrestling produceret af World Championship Wrestling. Det var ét af organisationens månedlige shows og blev afholdt i november fra 1995 til 1998. I 1999 blev det erstattet af WCW's Mayhem.
World War 3 var kendetegnet ved, at dens main event bestod af en speciel battle royal, hvor 60 wrestlere, fordelt over tre wrestlingringe, kæmpede mod hinanden samtidig. Det var WCW's svar på WWF's Royal Rumble, hvor 30 wrestlere kæmper i én ring. Én af de vigtigste forskelle mellem WCW's og WWF's battle royal er dog, at i WCW er alle wrestlere med fra kampens start i modsætning til WWF's udgave, hvor wrestlerne kommer ind i løbet af kampen, typisk med 90 sekunders interval.
Reglerne for WCW's World War 3:
- Kampen foregår i tre ringe med 20 wrestlere i hver (60 wrestlere i alt)
- Alle 60 wrestlere starter kampen samtidig
- Alle 60 wrestlere er "tilfældigt" fordelt i de tre ringe
- En wrestler er elimineret, når han er røget over det øverste ringtov og lander med begge føder på gulvet.
- Når der er 30 wrestlere tilbage, samles alle wrestlere i den midterste ring.
- Den sidste mand, der er tilbage i ringen, vinder.

Vinderen af WCW's World War 3 blev tildelt en VM-titelkamp på et senere tidspunkt. Ved det første show i 1995 blev vinderen dog tildelt den ledige VM-titel, der eksisterede, da The Giant var blevet frataget VM-titlen efter sin kontroversielle sejr over Hulk Hogan ved WCW's Halloween Havoc måneden før. I 1995 vandt Randy Savage og blev dermed den nye verdensmester. I 1996 vandt The Giant showets battle royal og fik sig en VM-titelkamp mod Hollywood Hogan ved nWo's Souled Out i januar 1997. I 1997 vandt Scott Hall, og han indkasserede sin VM-titelkamp mod Sting ved WCW's Uncensored i marts 1998. Den sidste udgave af World War 3 fandt sted i 1998 og blev vundet af Kevin Nash, der dermed udfordrede den regerende verdensmester, Goldberg, ved WCW's Starrcade i december 1998.

## Resultater

### 1995
World War 3: War of the Superstars 1995 fandt sted fra Norfolk, Virginia.
- WCW World Television Championship: Johnny B. Badd besejrede Diamond Dallas Page
- Big Bubba Rogers besejrede Hacksaw Jim Duggan i en Taped Fist Match
- Bull Nakano og Akira Hokuto besejrede Mayumi Ozaki og Cutie Suzuki
- WCW United States Heavyweight Championship: Kensuke Sasaki besejrede Chris Benoit
- Lex Luger besejrede Randy Savage
- Sting besejrede Ric Flair
- 60 Men Battle Royal: Randy Savage vandt kampen og dermed også WCW World Heavyweight Championship
  - De 60 wrestlere var Scott Armstrong, Steve Armstrong, Arn Anderson, Johnny B. Badd, Marcus Bagwell, Chris Benoit, Big Train Bart, Bunkhouse Buck, Cobra, Disco Inferno, Hacksaw Jim Duggan, Bobby Eaton, Ric Flair, The Giant, Eddie Guerrero, Hulk Hogan, Mr. JL, Chris Kanyon, Brian Knobbs, Kurasawa, Lex Luger, Joey Maggs, Meng, Hugh Morrus, Maxx Muscle, Scott Norton, One Man Gang, Paul Orndorff, Diamond Dallas Page, Buddy Lee Parker, Brian Pillman, Sgt. Craig Pittman, Stevie Ray, Lord Steven Regal, Scotty Riggs, Road Warrior Hawk, Big Bubba Rogers, Jerry Sags, Ricky Santana, Kensuke Sasaki, Shark, Fidel Sierra, Dick Slater, Mark Starr, Sting, Dave Sullivan, Kevin Sullivan, Super Assassins #1 and #2, Booker T, Squire David Taylor, Bobby Walker, VK Wallstreet, Pez Whatley, Mike Winner, Alex Wright, James Earl Wright, The Yeti og Zodiac.
  - De to sidste wrestlere tilbage i ringen var Randy Savage og Hulk Hogan. The Giant trak Hogan ud af ringen (under det nederste ringtov), og dommeren, der ikke havde set det, troede fejlagtigt, at Hogan var blevet elimineret og erklærede Savage som vinder af kampen.

### 1996
World War 3 1996 fandt sted 24. november 1996 fra Norfolk, Virginia.
J-Crown Championship: The Ultimate Dragon besejrede Rey Mysterio, Jr.
- - J-Crown Championship er titel fra New Japan Pro Wrestling, som World Championship Wrestling på daværende tidspunkt havde et tæt samarbejde med. Titlen er en sammensmeltning af otte titler fra forskellige wrestlingorganisationer.
- Chris Jericho besejrede Nick Patrick
  - Jericho havde sin ene arm bag ryggen hele kampen mod dommeren Nick Patrick.
- The Giant besejrede Jeff Jarrett
- Harlem Heat (Booker T og Stevie Ray) besejrede The Amazing French-Canadians (Jacques Rougeau og Pierre Ouelette)
- Sister Sherri besejrede Col. Robert Parker
- WCW Cruiserweight Championship: Dean Malenko besejrede Psychosis
- WCW World Tag Team Championship: The Outsiders (Scott Hall og Kevin Nash) besejrede Faces of Fear (Meng og Barbarian) og Nasty Boys (Brian Knobbs og Jerry Sags) i en Triangle Match
- 60 Men Battle Royal: The Giant fra nWo vandt kampen og fik dermed en titelkamp.
  - De 60 wrestlere var Arn Anderson, Marcus Bagwell, Barbarian, Chris Benoit, Big Bubba Rogers, Jack Boot, Bunkhouse Buck, Ciclope, Disco Inferno, Hacksaw Jim Duggan, Bobby Eaton, Mike Enos, Galaxy, Joe Gomez, Jimmy Graffiti, Johnny Grunge, Juventud Guerrera, Eddie Guerrero, Scott Hall, Prince Iaukea, Ice Train, Mr. JL, Jeff Jarrett, Chris Jericho, Kenny Kaos, Konnan, Lex Luger, Dean Malenko, Steve McMichael, Meng, Rey Mysterio, Jr., Hugh Morrus, Kevin Nash, Scott Norton, Pierre Ouelette, Diamond Dallas Page, La Parka, Sgt. Craig Pittman, Jim Powers, Robbie Rage, Stevie Ray, Lord Steven Regal, Renegade, Scotty Riggs, Roadblock, Jacques Rougeau, Tony Rumble, Mark Starr, Rick Steiner, Ron Studd, Kevin Sullivan, Syxx, Booker T, David Taylor, Último Dragón, Villano IV, Michael Wallstreet, Pez Whatley og Alex Wright.
  - The Giant eliminerede Lex Luger til sidst for at vinde kampen.

### 1997
World War 3 1997 fandt sted 23. november fra Auburn Hills, Michigan.
- Faces of Fear (Meng og Barbarian) besejrede Glacier og Ernest Miller
- WCW World Television Championship: Perry Saturn besejrede Disco Inferno
- Yuji Nagata besejrede Ultimo Dragon
- WCW World Tag Team Championship: Steiner Brothers (Rick Steiner og Scott Steiner) besejrede Blue Bloods (Lord Steven Regal og Squire David Taylor)
- Raven besejrede Scotty Riggs i en No Disqualification Match
- Steve McMichael besejrede Alex Wright
- WCW Cruiserweight Championship: Eddie Guerrero besejrede Rey Mysterio, Jr.
- WCW United States Heavyweight Championship: Curt Hennig besejrede Ric Flair
- 60 Men Battle Royal: Scott Hall fra nWo vandt kampen og fik dermed en titelkamp.
  - De 60 wrestlere var Chris Adams, Brad Armstrong, Marcus Bagwell, Barbarian, Chris Benoit, Bobby Blaze, Booker T, Ciclope, Damien, El Dandy, Barry Darsow, Disco Inferno, Hacksaw Jim Duggan, Fit Finlay, Héctor Garza, The Giant, Glacier, Johnny Grunge, Juventud Guerrera, Chavo Guerrero, Jr., Eddie Guerero, Curt Hennig, Hollywood Hogan, Prince Iaukea, Chris Jericho, Lizmark, Jr., Lex Luger, Dean Malenko, Steve McMichael, Meng, Ernest Miller, Rey Mysterio, Jr., Hugh Morrus, Mortis, Yuji Nagata, John Nord, Diamond Dallas Page, La Parka, Stevie Ray, Lord Steven Regal, Renegade, Rocco Rock, Randy Savage, Silver King, Norman Smiley, Louie Spicolli, Rick Steiner, Scott Steiner, Super Calo, Squire David Taylor, Ray Traylor, Último Dragón, Greg Valentine, Villano IV, Villano V, Vincent, Kendall Windham, Wrath og Alex Wright.
  - Kampen startede med kun 59 wrestlere. Da der var kun tre wrestlere tilbage, kom Hollywood Hogan, den regerende verdensmester., op i ringen som den 60. wrestler for at sørge for, at ingen fik en titelkamp mod ham.
  - Kevin Nash, klædt ud som Sting, kom ned fra loftet med et baseballbat og eliminerede The Giant og Hollywood Hogan, så Scott Hall var den sidste mand tilbage og dermed vinderen.

### 1998
World War 3 1998 fandt sted 22. november 1998 fra The Palace of Auburn Hills i Auburn Hills, Michigan.
- Wrath besejrede Glacier
- Stevie Ray (med Vincent) besejrede Konnan via diskvalifikation
- Ernest Miller og Sonny Onoo besejrede Perry Saturn og Kaz Hayashi
- WCW Cruiserweight Championship: Billy Kidman besejrede Juventud Guerrera
  - Kidman vandt dermed titlen for anden gang.
- Rick Steiner kæmpede uafgjort med Scott Steiner (med Buff Bagwell)
- Kevin Nash kæmpede uafgjort med Scott Hall (med Vincent, Scott Norton, The Giant, Stevie Ray og Brian Adams fra nWo Hollywood)
  - Kampen kom aldrig i gang, da nWo Hollywoods leder, Eric Bischoff, beordrede medlemmerne af nWo Hollywood til at angribe Scott Hall, der havde slået Bischoff i hovedet en uge tidligere under en episode af WCW Monday Nitro. Kevin Nash kom derefter op i ringen og hjalp Scott Hall.
- WCW World Television Championship: Chris Jericho (med Ralphus) besejrede Bobby Duncum, Jr.
- 60 Men Battle Royal: Kevin Nash vandt årets battle royal med 60 wrestlere
  - De 60 wrestlere var Chris Adams, Chris Benoit, Bobby Blaze, Ciclope, Damien, El Dogy, Barry Darsow, The Disciple, Disco Inferno, Bobby Duncum, Jr., Bobby Eaton, Mike Enos, Scott Hall, Héctor Garza, The Giant, Glacier, Juventud Guerrera, Chavo Guerrero, Jr., Eddie Guerrero, Hammer, Kenny Kaos, Kaz Hayashi, Horace Hogan, Barry Horowitz, Prince Iaukea, Chris Jericho, Kanyon, Billy Kidman, Konnan, Lenny Lane, Lex Luger, Lizmark, Jr., Lodi, Dean Malenko, Steve McMichael, Ernest Miller, Chip Minton, Rey Mysterio, Jr., Kevin Nash, Scott Norton, La Parka, Buddy Lee Parker, Psicosis, Scott Putski, Stevie Ray, Renegade, Scotty Riggs, Perry Saturn, Silver King, Norman Smiley, Scott Steiner, Super Calo, Johnny Swinger, Booker T, Tokyo Magnum, Villano V, Vincent, Kendall Windham, Wrath og Alex Wright.
  - Kevin Nash eliminerede Scott Hall og Lex Luger samtidig og vandt dermed rettighederne til en VM-titelkamp ved WCW's Starrcade i december 1998.
- WCW United States Heavyweight Championship: Diamond Dallas Page besejrede Bret Hart